# Furacão Sam
O furacão Sam foi um forte e duradouro furacão do tipo cabo-verde que ameaçou as Bermudas entre o final de setembro e o início de outubro de 2021. Foi a décima-oitava depressão, décima-oitava tormenta nomeada, sétimo furacão e o quarto furacão maior da Temporada de furacões no Atlântico de 2021.
Ele se originou de uma onda tropical que partiu da costa oeste da África em 19 de setembro. O sistema evoluiu para uma depressão tropical em 22 de setembro, à medida que os ventos de níveis superiores se tornavam gradualmente mais favoráveis. A intensificação foi inicialmente lenta, com o fortalecimento da depressão para tempestade tropical um dia depois. Em seguida, a estrutura do ciclone melhorou rapidamente e uma rápida intensificação começou. Sam tornou-se um furacão em 24 de setembro e atingiu o status de categoria 4 no final de 25 de setembro. Sam atingiu seu pico em 26 de setembro, com ventos máximos sustentados de 155 mph (250 km/h) e uma pressão central mínima de 929 mbar (27.4 inHg) . A tempestade se voltou para o noroeste no início de 27 de setembro, quando começou a enfraquecer em meio a um ciclo de substituição da parede do olho. O ciclone enfraqueceu para a intensidade da categoria 3 mais tarde naquele dia, conforme sua estrutura se deteriorou. Sam recuperou o status de Categoria 4 no início de 28 de setembro. Outro ciclo de substituição da parede do olho em 29 de setembro interrompeu a ciclogênese mais uma vez.
Um alerta de tempestade tropical foi emitido para as Bermudas em 30 de setembro devido ao potencial para condições de tempestade tropical. O aviso foi atualizado para a tempestade tropical mais tarde naquele dia. Sam começou a se fortalecer novamente em 30 de setembro, quando o ciclo de substituição da parede do olho foi concluído. Sam atingiu um pico secundário em 1º de outubro, com ventos de 150 mph (240 km /h) e pressão de 934 mbar (27.6 inHg). Por volta dessa época, a tempestade começou uma trilha para o norte. O furacão começou a enfraquecer em 2 de outubro como resultado do aumento da força do vento e do resfriamento da superfície do mar. Sam foi rebaixado como um furacão de categoria 2 em 3 de outubro e experimentou um breve período de fortalecimento em 4 de outubro, enquanto se movia através de um redemoinho quente. Pouco depois, a tendência de enfraquecimento foi retomada, com Sam caindo para a categoria 1 no final do dia. O furacão transformou-se rapidamente em um ciclone extratropical em 5 de outubro, ao passar por temperaturas cada vez mais frias da superfície do mar. Os remanescentes extratropicais de Sam serpentearam sobre o Atlântico norte, perto da Islândia e da Groenlândia antes de serem absorvidos por outro sistema em 9 de outubro.

## Origens, desenvolvimento e intensidade da tormenta
O furacão Sam se originou de uma onda tropical que partiu da costa oeste da África em 19 de setembro. O Centro Nacional de Furacões (NHC) havia previsto pela primeira vez a possibilidade de desenvolvimento tropical no início daquele dia. Embora a atividade da tempestade fosse um tanto organizada, faltava ao sistema uma circulação de superfície fechada. Os ventos de nível superior atrapalharam o desenvolvimento do sistema no dia seguinte, causando flutuações na organização. As tempestades tornaram-se cada vez mais organizadas, e uma circulação de superfície de baixo nível alongada desenvolveu-se em 22 de setembro. Isso levou à formação de uma depressão tropical por volta das 21:00 UTC desse dia. Naquela época, uma crista de nível médio localizada ao norte e oeste estava direcionando o sistema para o oeste. A depressão nascente estava localizada em um ambiente favorável tanto abaixo quanto no alto, com temperaturas da superfície do mar 28–29 °C (82–84 °F) e baixo cisalhamento do vento vertical.
A intensificação foi inicialmente lenta; o centro do ciclone ainda estava ligado à borda norte de uma calha de baixa pressão e a circulação de superfície do primeiro estava fechada por pouco. Embora a depressão tivesse bandas de chuva curvas em seus lados norte e oeste, o ar seco estava entrando em seu flanco leste. A depressão foi atualizada para a tempestade tropical Sam às 15:00 UTC do dia 23 de setembro, depois que sua estrutura melhorou significativamente nas imagens de satélite e de microondas; o último mostrou uma característica de faixa envolvendo cerca de 75 por cento do centro. A combinação de um ambiente favorável, a melhoria estrutural de Sam e o alinhamento dos centros de nível médio e baixo do ciclone sinalizaram que a intensificação rápida era iminente. A tempestade se intensificou rapidamente logo em seguida, com uma parede do olho formando-se em imagens de microondas, e também feições de faixas que envolveram a maior parte de seu centro. Sam se tornou um furacão de categoria 1 por volta das 09:00 UTC em 24 de setembro.
O fortalecimento de Sam então parou por um breve período enquanto o ar seco degradava a porção oeste de seu núcleo. O ciclone começou a se intensificar novamente no final de 24 de setembro conforme a influência do ar seco diminuía, no entanto, imagens de microondas exibiam paredes do olho concêntricas, indicando que Sam estava passando por um ciclo de substituição da parede do olho. A tempestade continuou a seguir oeste-noroeste, no entanto, sua velocidade de avanço começou a diminuir como resultado do cume de nível médio movendo-se para o noroeste de Sam. Um pequeno olho de 19 km de largura emergiu em imagens de satélite infravermelho no início de 25 de setembro, cercado por um anel simétrico de frio, −70 °C (−94 °F) topos de nuvens. Sam foi atualizado para um grande furacão de categoria 3 às 15:00 UTC em 25 de setembro, depois que seu olho ficou praticamente livre de nuvens. O ciclone fortaleceu-se ainda mais para o status de Categoria 4 por volta das 21:00 UTC. Uma aeronave de reconhecimento dos caçadores de furacões da NOAA examinando a tempestade mais tarde naquele dia indicou que vários mesovórtices, incluindo alguns em escala de tornado, estavam presentes nas porções sudeste e noroeste da parede do olho; as direções do vento eram inteiramente opostas à direção normal do vento em algumas regiões. O radar da aeronave mostrou que o ar seco estava entrando na tempestade, afinando a parede do olho em vários locais. O furacão continuou a se intensificar até 26 de setembro, com o NHC estimando que o pico de Sam provavelmente ocorreu entre 19h e 22h UTC, provavelmente atingindo ventos máximos sustentados de 135 kn (155 mph; 250 km/h) e uma pressão central mínima de 929 mbar (27.4 inHg) . Durante esse tempo, o olho encolheu para um diâmetro de 8 mi (13 km). A convecção fria ao redor do olho também havia aumentado de tamanho. Da mesma forma, uma passagem de microondas mostrou uma parede do olho compacta e forte em torno do olho pequeno. Apesar da intensidade de Sam, a tempestade permaneceu pequena, com ventos com força de tempestade tropical chegando a 130 km de seu centro.

## Ciclos de substituição da parede do olho, ameaça às Bermudas e pico secundário

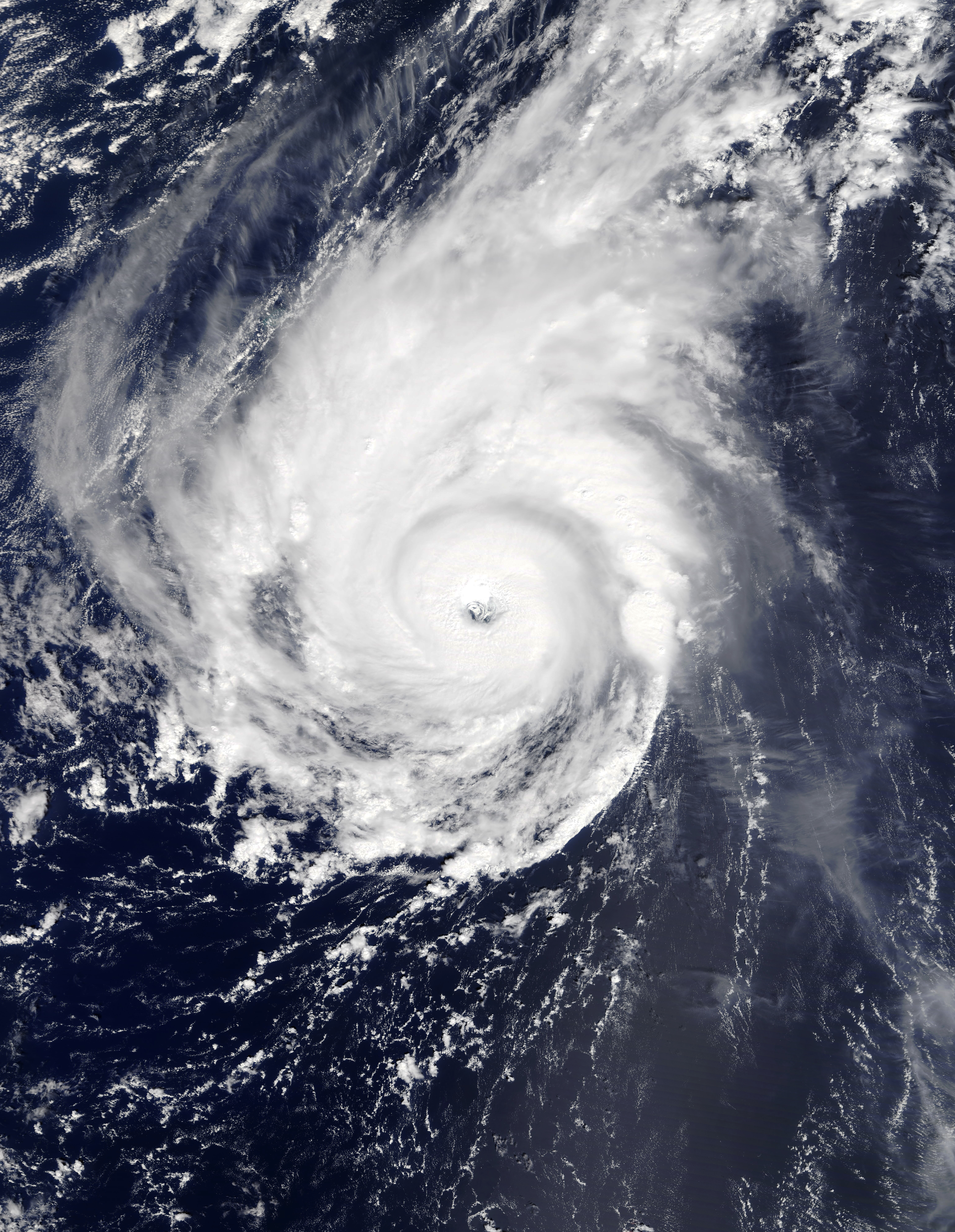
Furacão Sam em seu pico secundário no dia 1º de outubro

Uma crista subtropical localizada ao norte e nordeste de Sam fez com que ele começasse a seguir para noroeste no início de 27 de setembro. Ao mesmo tempo, um segundo ciclo de substituição da parede do olho estava causando o enfraquecimento do ciclone. O olho da tempestade dobrou de tamanho e estava cheio de nuvens, enquanto a convecção na parede do olho era irregular e degradou-se no lado leste de Sam. Logo depois, o olho de Sam desapareceu inteiramente das imagens de satélite infravermelho e visível como resultado do ciclo de substituição e das intrusões de ar seco de nível médio do oeste. O ciclone enfraqueceu para o status de Categoria 3 por volta das 15:00 UTC, e atingiu o fundo de 120 mph (195 km/h) por volta das 21:00 UTC. Naquela época, um novo olho havia surgido nas imagens de satélite, cercado por um anel de −65 °C (−85 °F) topos de nuvens. Uma aeronave de reconhecimento descobriu que o campo de vento do ciclone aumentou após o ciclo de substituição da parede do olho, com o raio de ventos com força de furacão expandindo para 40 mi (60 km) e o raio de ventos com força de tempestade tropical aumentando para 125 mi (205 km).
Sam se fortaleceu novamente em um furacão de categoria 4 por volta das 09:00 UTC de 28 de setembro, depois que um anel de nuvens mais frias se formou ao redor de seu olho. As paredes concêntricas do olho que antes eram aparentes se fundiram em uma única parede do olho. Mais tarde naquele dia, a estrutura da tempestade se degradou, com seu olho se tornando menos pronunciado nas imagens de satélite. O fluxo de saída de nível superior foi reduzido na região sudoeste de Sam como resultado da entrada de ar seco de nível médio, e várias nuvens de arcus irradiavam do lado oeste da tempestade. Sam aumentou para 140 mph (220 km / h) no início de 29 de setembro, enquanto seu olho aquecia e a convecção em sua parede do olho esfriava. Pouco depois, o ciclone sofreu um ligeiro enfraquecimento como resultado do cisalhamento moderado do vento sudoeste, com o olho de Sam ficando cheio de nuvens e a circulação inclinando-se ao longo do sudoeste para o nordeste. No entanto, a convecção ao redor do olho havia esfriado. Mais tarde naquele dia, o padrão geral de nuvem de Sam havia melhorado, no entanto, uma aeronave de reconhecimento dos caçadores de furacões relatou que outro ciclo de substituição da parede do olho estava em andamento.

O Serviço Meteorológico das Bermudas emitiu um alerta de tempestade tropical para as Bermudas às 09:00 UTC de 30 de setembro devido ao potencial do ciclone de trazer condições de tempestade tropical para a ilha. O alerta foi aumentado para um aviso de tempestade tropical às 21:00 UTC. No início de 30 de setembro, Sam começou outra tendência de fortalecimento com a conclusão do ciclo de substituição da parede do olho, localizada sobre um redemoinho oceânico quente e dentro de uma região de baixo cisalhamento do vento. O ciclone exibiu um calor de 10–20 °C (50–68 °F), olho de 46 km (29 mi) de largura cercado de frio, −60 to −70 °C (−76 to −94 °F) topos de nuvens de 30 de setembro a 1 de outubro. No início de 1º de outubro, Sam virou para o norte-noroeste quando começou a contornar a borda oeste da cordilheira subtropical. Sam atingiu seu pico secundário por volta das 09:00 UTC, com ventos máximos sustentados de 150 mph (240 km/h) e pressão central mínima de 934 mbar (27.6 inHg).

## Enfraquecimento e dissipação

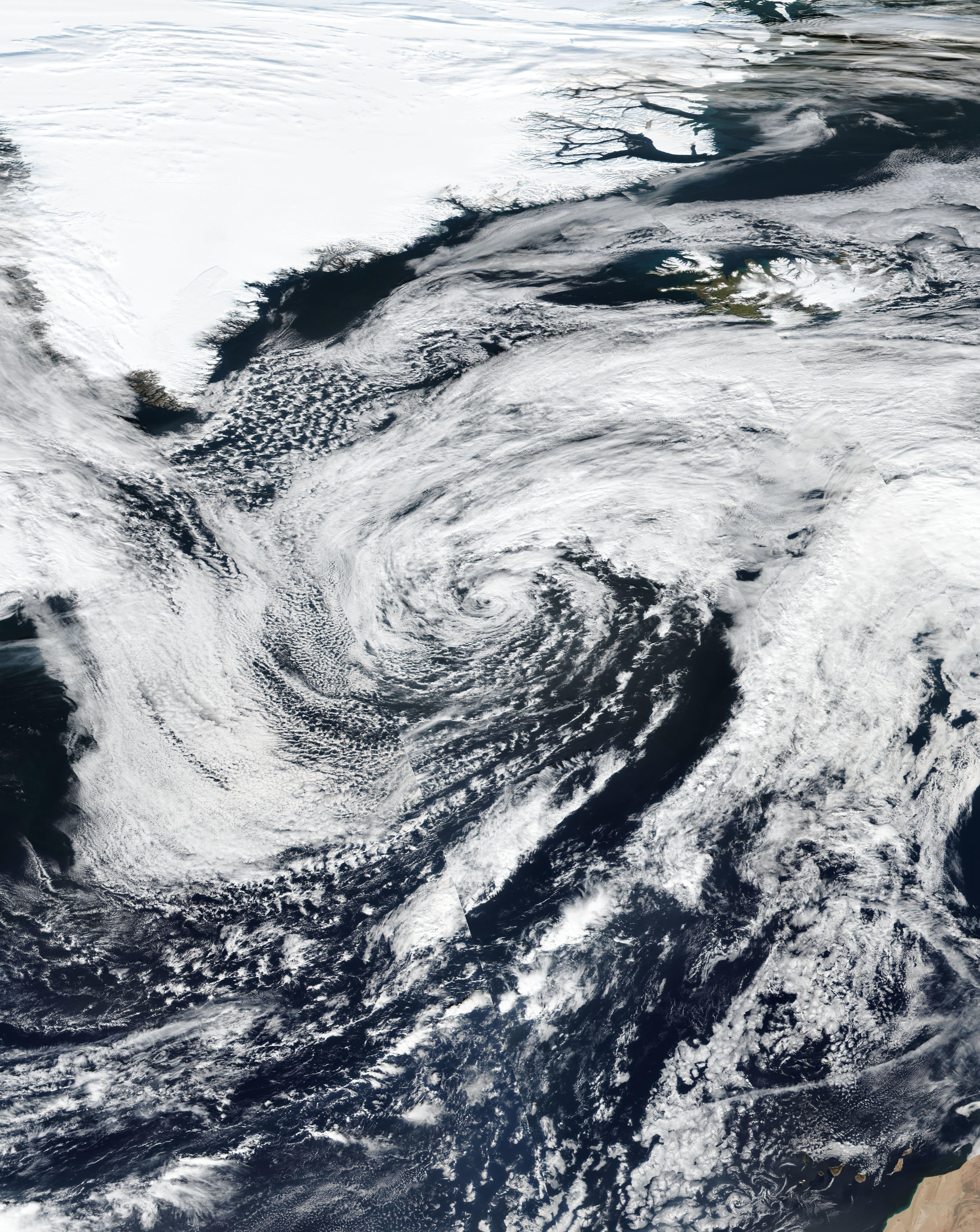
Sam como um ciclone extratropical em 6 de outubro

O ciclone manteve sua intensidade por cerca de 12 horas enquanto seguia para o norte. A tempestade manteve um olho simétrico e bem definido, e mesovorticies múltiplos eram aparentes nas imagens de satélite. Sam começou a enfraquecer em 2 de outubro, com o olho ficando cheio de nuvens. Durante as próximas horas, o ciclone virou para o nordeste sob a influência de um fluxo de direção entre um sistema de baixa pressão considerável localizado sobre o Canadá Atlântico e uma crista de camada profunda localizada a leste e nordeste de Sam. O cisalhamento moderado da camada profunda ao sul continuou a enfraquecer o sistema, com Sam caindo para a intensidade da Categoria 3 às 21:00 UTC. O olho do furacão desapareceu das imagens de satélite e o topo das nuvens aqueceu para −60 to −65 °C (−76 to −85 °F) em 3 de outubro. Sam chegou ao fundo do poço como um furacão de categoria 2 de baixo custo mais tarde naquele dia. O ciclone iniciou outra substituição da parede do olho no final de 3 de outubro, quando cruzou para o sub- 26 °C (79 °F) temperaturas da superfície do mar. O campo de vento de Sam continuou a crescer, com ventos com força de tempestade tropical estendendo-se por até 230 milhas (370 km) fora do centro em todos os quatro lados.
Sam se fortaleceu ligeiramente ao se mover por um redemoinho quente no início de 4 de outubro. A parede interna do olho da tempestade tornou-se mais intensa e seu olho clareou. O ciclone passou por temperaturas mais frias da superfície do mar logo depois e voltou a enfraquecer. A parede interna do olho decaiu rapidamente no lado noroeste. Sam enfraqueceu para um furacão de categoria 1 por volta das 21:00 UTC quando o topo de sua nuvem esquentou e seu olho sumiu das imagens de satélite. Sam começou a transição para um ciclone extratropical logo depois, com seu padrão de nuvens se ampliando no lado noroeste e a convecção diminuindo.

Às 09:00 UTC em 5 de outubro, Sam tornou-se totalmente extratropical ao atravessar 14 °C (57 °F) águas, e o NHC emitiu seu parecer final sobre a tempestade. O centro de circulação de baixo nível de Sam foi exposto na extremidade sul de uma −50 °C (−58 °F) banda de nuvem. O ciclone havia desenvolvido a aparência de um sistema extratropical ocluído. Embora seu núcleo permanecesse quente nos níveis médio e superior, o nível inferior consistia em nuvens estratocúmulos frias. Pelos próximos dias, Sam executou um curto loop no sentido anti-horário, antes de continuar seu movimento para o nordeste, enquanto enfraquecia gradualmente. No final do dia 7 de outubro, o centro de Sam se dividiu, com a baixa central mais recente para o oeste se tornando o sistema dominante. Posteriormente, a baixa remanescente de Sam foi gradualmente puxada para a nova baixa, fazendo um grande loop no sentido anti-horário entre a Islândia e a Groenlândia, antes de ser absorvida pela baixa mais forte em 9 de outubro, ao sudoeste da Islândia. A nova baixa então acelerou para o leste enquanto enfraquecia rapidamente, passando ao sul da Islândia, antes de ser absorvida por outro ciclone extratropical sobre a Escandinávia em 12 de outubro.